# Огасавара (род)
Огасавара (яп. 小笠原氏 Огасавара-си) — японский феодальный род, ведущий свою родословную от Императора Сэйва. Огасавара управляли провинцией Синано в период 1185—1600 гг, и были даймё территорий на острове Кюсю в период 1600—1867 годов.
На протяжении периодов Камакура и Муромати, Огасавара управляли провинцией Синано, в то время как родственные им кланы контролировали провинции Ава, Бидзен, Биттю, Ивами, Микава, Тотоми и Муцу.
Род является основателем нескольких школ боевых искусств, известных как Огасавара-рю, и также участвовал в формировании кодекса Бусидо.
Ближе к концу периода Сэнгоку Огасавара противостояли силам Тоётоми Хидэёси и Токугавы Иэясу.
Во время периода Эдо род считался одним из фудай — родственных правящему сёгунскому дому Токугава, в отличие от тодзама, родов, ставших союзниками после битвы при Сэкигахаре.